# Ana Sofia Nóbrega
Ana Sofia Nóbrega, född 20 december 1990, är en angolansk simmare.
Nóbrega tävlade för Angola vid olympiska sommarspelen 2016 i Rio de Janeiro, där hon blev utslagen i försöksheatet på 100 meter frisim.